# 埃格利紹
埃格利紹（德語：Eglisau）瑞士联邦苏黎世州比拉赫区的市镇，位於萊茵河畔，面積为9.07平方公里，海拔高度355米，2018年12月31日人口数为5,216。